# Val San Nicolò

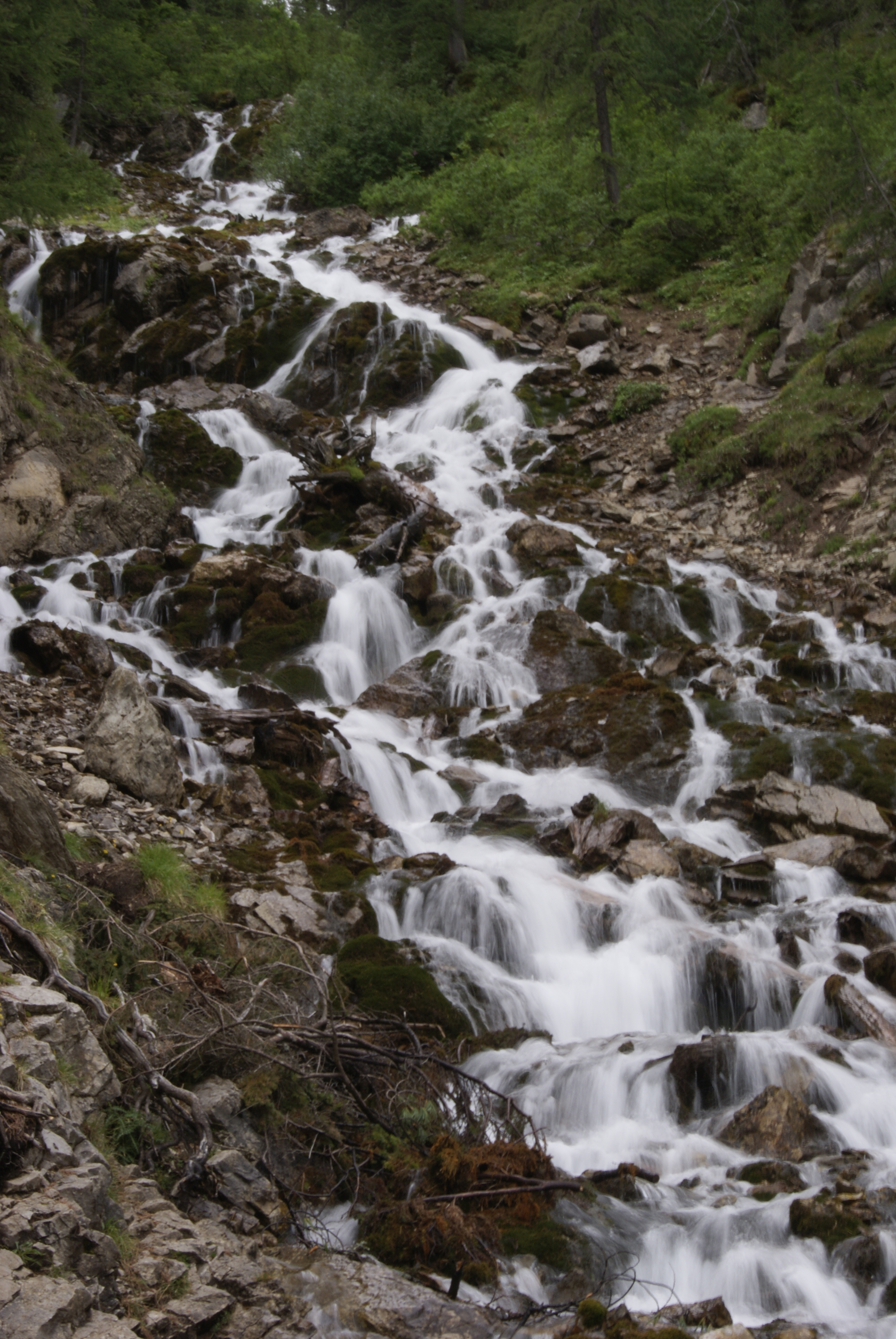
Le cascate di Jonta, nella parte alta della valle

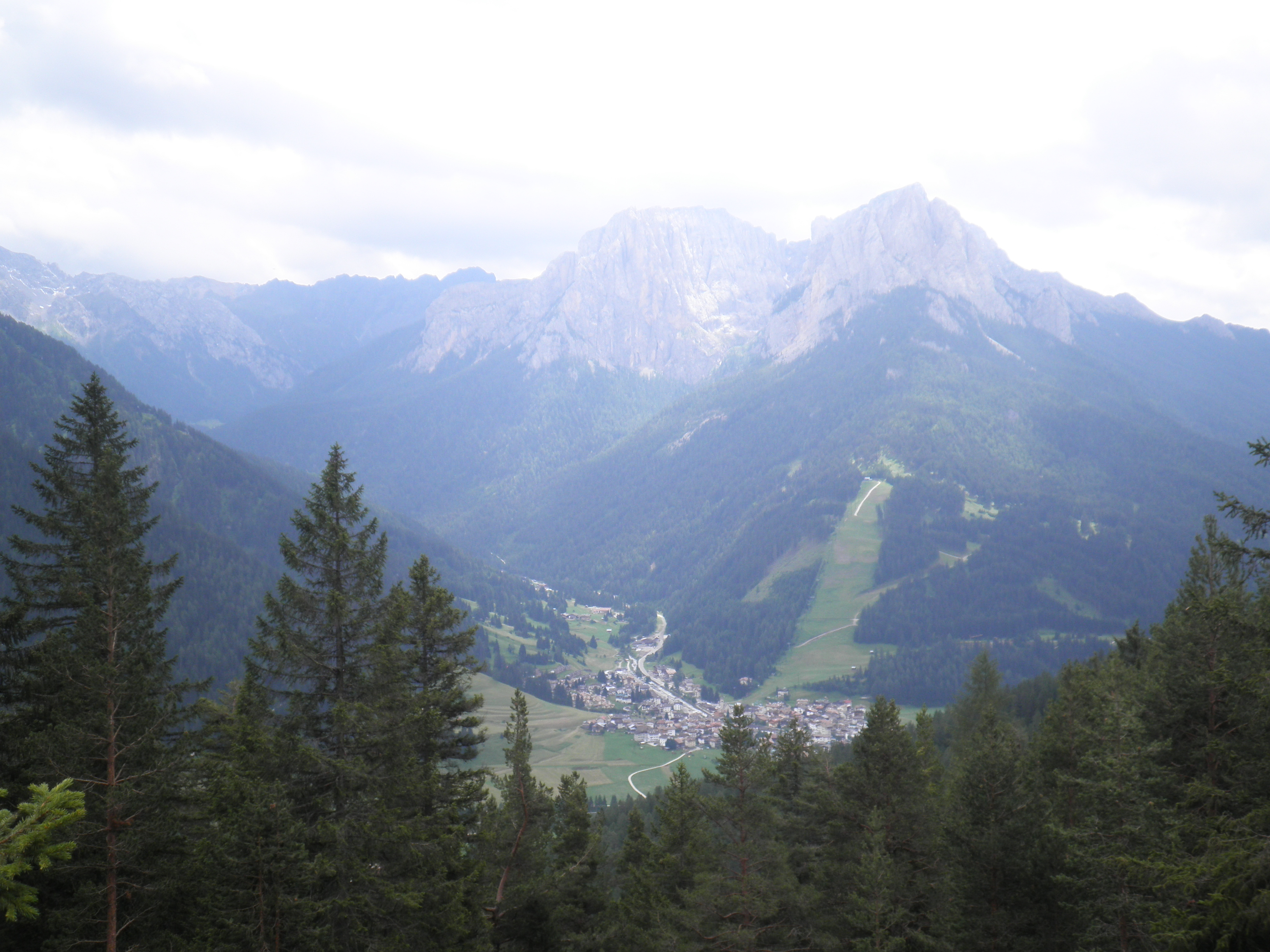
L'imbocco della valle con la Val di Fassa, nei pressi di Pozza di Fassa

La val San Nicolò (val de Sèn Nicolò in ladino) è una vallata delle Dolomiti, situata nel più grande bacino idrografico della Val di Fassa, posto interamente nel comune di San Giovanni di Fassa. Il punto più alto della valle è la Cima dell'Uomo, a est (3010 metri sul livello del mare), appartenente al gruppo montuoso della Marmolada. Vi scorre il Rio di San Nicolò, che ha origine dalla località di Jonta, famosa per le sue cascate.

## Descrizione
Altri sottogruppi dello stesso massiccio che cingono la valle sono il Costabella e il Monzoni, a sud e il Buffaure-Colac a nord. A ovest c'è la confluenza con la Val di Fassa. È cosparsa soprattutto nella parte alta di caratteristici fienili e di malghe, occupate perlopiù durante la stagione estiva. Piuttosto larga, di tipo glaciale, all'inizio, la valle si restringe assumendo una forma a "V" dalla località Sauch fino alla congiunzione col Ruf de Munciogn, per poi riallargarsi, con pendenze più dolci, fino allo sbocco nella Val di Fassa. 

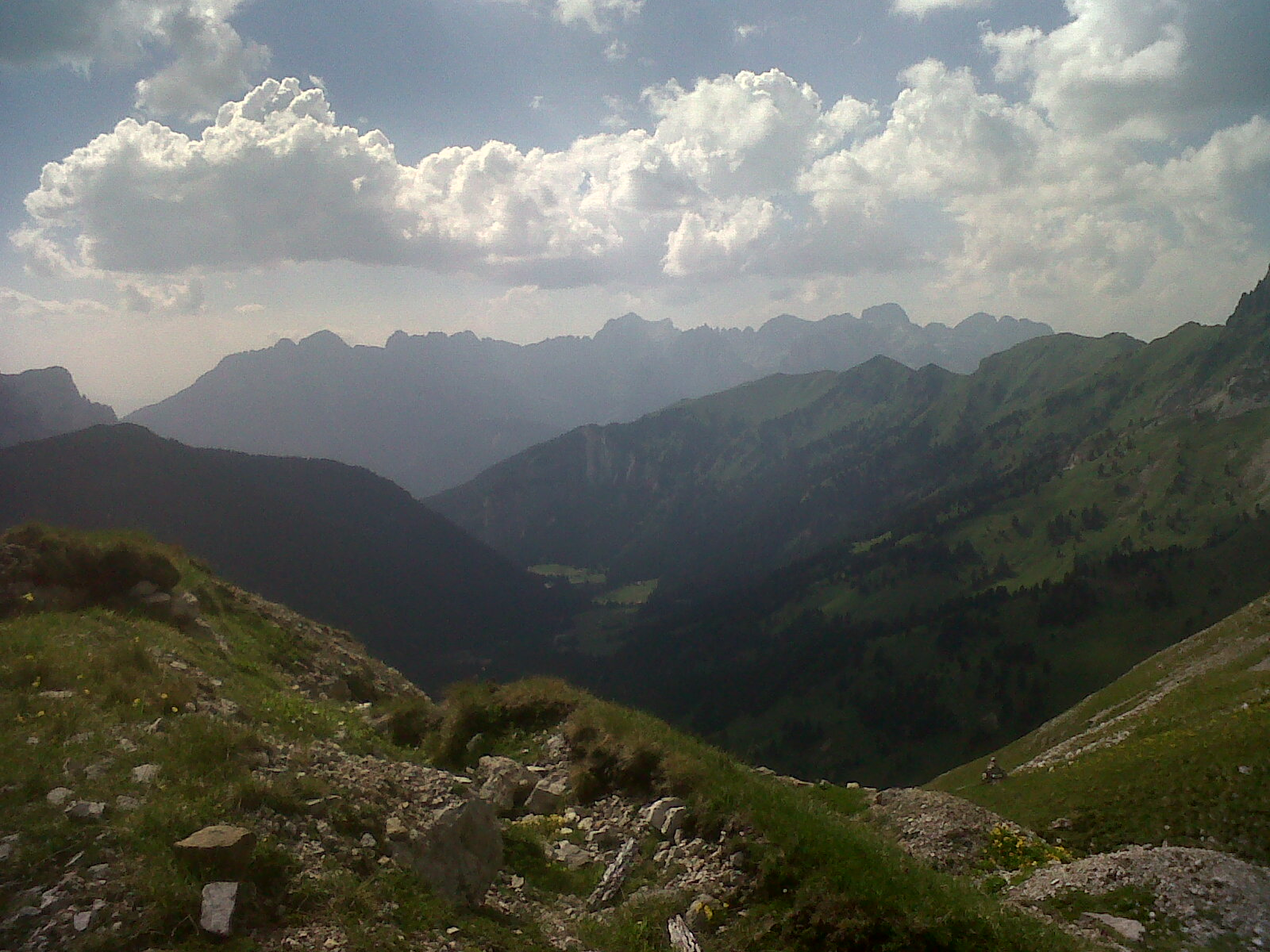
Veduta d'insieme della Valle San Nicolò dal Dò Ciarele (poco dopo il Passo Pasché)

### Valli secondarie
La Val San Nicolò presenta due importanti valli secondarie:
- La Valle dei Monzoni, nel gruppo montuoso del Monzoni, a sud. È un ampio vallone glaciale con numerosi rifugi e malghe in cui confluiscono molti torrenti dalla Vallaccia e dal Passo delle Selle. Poco prima dell'imbocco nella Valle San Nicolò i versanti a "U" cambiano rapidamente in versanti a "V", dando origine a un suggestivo canyon.
- La Val Jumela, nel gruppo montuoso del Buffaure, a nord. Sembra quasi una valle a parte, se non fosse per l'immissione del torrente che vi scorre, il Ruf de Jumela, nel Rio di San Nicolò presso l'abitato di Meida, poco prima l'affluenza di quest'ultimo a sua volta nel torrente Avisio. Anch'essa presenta una parte alta tipicamente glaciale, con malghe e fienili utilizzati durante l'estate.

## Accessi
La Val San Nicolò è percorsa in gran parte da una strada asfaltata di tipo circondariale proveniente da Pozza di Fassa, carrozzabile fino all'abitato di Sauch (1700 m d'altezza). Da qui in poi la via, sterrata e percorribile solo a piedi, si divide in numerosi sentieri che permettono, attraverso valichi alpini il collegamento con le numerose valli adiacenti. Oltre alla sopracitata strada asfaltata, gli accessi alla valle più comuni sono:
- Dalla Val Contrin, passando per il Passo San Nicolò (2338 m), sentiero 648;
- Dalla Val Contrin, passando per il Passo Pasché (2502 m), sentiero 609;
- Dalla Val de Grepa, passando per la Sela Brunech (2428 m), sentieri 645 e 613 (accesso alla Val Jumela);
- Dal Ciampac, passando per la Sela Brunech, sentiero 644;
- Dal Ciampac, passando per la Forgia Neigra e il Passo San Nicolò, sentieri 644 e 613;
- Dalla Valle di San Pellegrino, passando per il Passo delle Selle (2528 m), sentiero 604;
- Dalla Valle di San Pellegrino, passando per la Forcella del Ciadin (2664 m), sentieri 637b, 637.